# انجیل به روایت سن فردیانو
انجیل به روایت سن فردیانو (ایتالیایی: Il vangelo secondo San Frediano) یک فیلم کمدی سکسی سبک ایتالیایی به کارگردانی اسکار براتسی است که در سال ۱۹۷۸ منتشر شد. از بازیگران فیلم می‌توان به گیگو مازینو اشاره کرد.